# 솔티 오로키
《솔티 오로키》(Salty O'Rourke)는 미국에서 제작된 라울 월쉬 감독의 1945년 드라마 영화이다. 앨런 래드 등이 주연으로 출연하였다. 1946년 아카데미상에 지명되었다.

## 출연

### 주연
- 앨런 래드
- 게일 러셀

### 조연
- 윌리엄 드마레스트
- 스탠리 클레멘츠
- 브루스 가보
- 스프링 바잉톤
- 렉스 윌리엄스
- 대릴 히크먼
- 마조리 우드워스
- 레스터 매튜스
- 윌리엄 포레스트
- 윌리엄 머피
- 데이빗 클라이드
- 진 윌리스

## 기타
- 미술: 핼데인 더글러스
- 미술: 한스 드레이어